# Nicolás Kasanzew
Nicolás Kasanzew (Nikolái Leonídovich Kazántsev, en ruso: Николай Леонидович Казанцев; Parsch, Salzburgo, 31 de mayo de 1948) es un periodista, corresponsal de guerra y escritor argentino de ascendencia rusa.

## Biografía
Nació en el seno de una familia de origen ruso. Llegó con su familia a la Argentina cuando tenía cinco meses.

### Trayectoria
Comenzó su carrera en el periodismo como colaborador del diario La Nación, y luego en la revista Siete Días. Trabajó en los programas Video Show (Canal 11), Mónica Presenta (Canal 13) y 60 Minutos (ATC), entre otros.
Fue el único corresponsal televisivo argentino en la guerra de las Malvinas (en 1982). Rememorado por gran cantidad de excombatientes, también fue el único civil que efectuó un disparo de cañón a los británicos.
Al regresar a Buenos Aires tras la derrota, escribió el libro Malvinas, a sangre y fuego (1982).
En 1990 abandonó la Argentina con ofertas de trabajo desde Miami. Allí trabajó 17 años en medios hispanohablantes, como Telemundo, Univisión, CNN y la NBC. En 1991 fue nominado al premio Emmy por su documental La Nueva Rusia.
En 2007 escribió otro libro: La pasión según Malvinas (2008). Creó canciones sobre la guerra, que recopiló en el disco Quijotes de Malvinas. En 2017 publicó El Zar y la Revolución, en 2018 Las claves del verdadero amor y en 2021 La Malviníada.

### La posguerra
Brinda conferencias en el país sobre su experiencia en Malvinas.
Vive en la ciudad de San Lorenzo, provincia de Santa Fe, casado con Silvia Bonfietti.
Fue nombrado al frente de la Dirección Gesta de Malvinas del Senado por la vicepresidente Victoria Villarruel.